# 1909年韦拉斯科飓风
1909年韦拉斯科飓风（英語：1909 Velasco hurricane）是1909年大西洋飓风季的第四场热带风暴、第二场飓风和首场大型飓风，于这年7月对德克萨斯州沿海地区构成重大打击。系统于7月13日经背风群岛以东的扰动天气发展而成，起初数天强度一直很弱，逼近牙买加后才开始增强。气旋蜿蜒向西北移动，于7月18日在古巴最西端附近达到飓风强度。向西穿越墨西哥湾期间，风暴一度停止增强，但在逼近德克萨斯州沿海地区时又恢复强化趋势。7月21日，气旋达到大型飓风标准，随后又在达到风力时速185公里的最高强度后不久从德克萨斯州韦拉斯科附近登陆。进入陆地上空后，飓风迅速减弱，最终于7月22日在格兰德河附近消散。
整场飓风共导致德克萨斯州41人死亡，经济损失约为200万美元。该州近海因大浪导致多艘船只遇险，部分沿海地区被风暴潮淹没，不过加尔维斯敦在海堤的保护下破坏程度很轻。风暴过后，韦拉斯科只有八幢建筑依然完好。火车在狂风影响下被迫停运，许多基础设施受损或被毁。内陆地区以拉瓦卡县县城哈利茨维尔降水最多，达220毫米。

## 气象历史
协调世界时7月13日中午12点，向风群岛格林纳达东北方向海域出现持续风速每小时55公里的热带低气压，但气象机构此时还不确定气旋内是否存在闭合环流。系统起初几天朝西北偏西经过东加勒比海，在此期间强度一直偏弱。此时加勒比地区的天气预报信息还很少，另据曾在国家飓风中心工作的气象学家何塞·帕塔加斯（José Partagás）所述，天气系统此时仍然没有形成闭合环流，所以不能归类为热带气旋，仍属低气压区。不过，帕塔加斯的论断缺乏证据支持，所以大西洋飓风数据库中仍将气旋归类为热带低气压。气旋抵达牙买加以南后开始缓慢增强并略朝西北转向，于7月17日凌晨0点成为热带风暴。气象机构预计风暴会登陆尤卡坦半岛，附近多艘船只测得强风和低气压。但气旋实际上转向西北，朝墨西哥湾中部进发。风暴继续强化，从瓜纳阿卡维韦斯半岛掠过后于7月18日下午18点达到现代萨菲尔-辛普森飓风等级下的一级飓风标准。
进入墨西哥湾后，气旋的增强速度减缓，7月19至20日都保持在一级飓风强度。风暴略朝西面转向，以时速约15公里的速度前进。7月20日下午18点，“巴拉圭号”（S.S. Paraguay）在路易斯安那州以南近海测得985毫巴（百帕，29.09英寸汞柱）气压。7月21日，飓风恢复强化趋势，移动路径同路易斯安那州海岸线基本平行，逐渐逼近德克萨斯州，并在当晚风速达到风力时速175公里、最低气压959毫巴（百帕，28.32英寸汞柱）的最高强度，在现代萨菲尔-辛普森飓风等级下已达三级标准，成为大型飓风。气旋以最高强度直接经过德克萨斯州韦拉斯科（Velasco），最大风速半径约为35公里。接下来24小时里，风暴急剧减弱，于7月22日下午在格兰德河附近失去热带天气系统特征。

## 防灾措施和影响

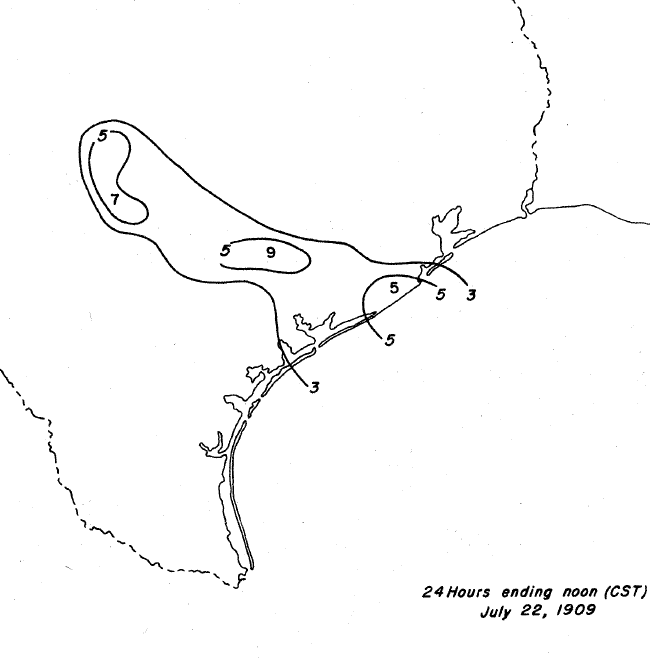
7月22日飓风的降水分布

随着飓风逼近德克萨斯州，美国国家气象局从7月18日开始向可能受到影响的地区发布飓风警告。港口和船只不间断地收到有关风暴来袭的信息，令之后海上的渔船事故数量保持在最低水平。沿海地区的铁路运输在气旋来袭期间暂停，以防万一。
登陆韦拉斯科期间，飓风对德克萨斯州沿海及部分内陆地区构成大面积破坏。虽然此前气象机构已发布警告，但风暴引发的恶劣海况依然导致多艘船只失事。大浪致使加尔维斯敦附近部分船只搁浅或沉没，西湾（West Bay）的“米勒号”（Miller）井架驳船及其他多艘船只搁浅。一艘大型挖泥船被卷进加尔维斯敦堤道，还将堤道沿线的电报线缆扯断。“米利亚姆号”（Miriam）被木材拖沉，拉波特（La Porte）附近的“艾德·吉布斯号”（Ed Gibbs）双桅纵帆船断成数截。受时速估计有145公里的强风影响，“世纪号”（El Siglo）汽船被困在海上12小时之久。阿拉巴马州莫比尔近海的船只在大浪阻挠下无法进入海港。气旋在加尔维斯敦和韦拉斯科产生三米高的风暴潮，但加尔维斯敦得到海堤的有效保护，破坏程度较轻，在海堤阻挡下潮水碰撞激起的浪花有18米高。不过，没有受到海堤影响的地区破坏程度严重，有两座栈桥和多个洋亭被毁。加尔维斯敦的塔彭码头坍塌，在此钓鱼的十人遇难，另外六人获“五月花号”（Mayflower）游艇所救。加尔维斯敦西部没有海堤保护，部分内陆地区被2.1米的洪水淹没。相比之下，该市主街道的积水要浅得多，约为0.6米。韦拉斯科的潮水比1900年加尔维斯敦飓风来袭期间还要高0.9米左右，该市的积水有1.2米深。萨宾帕斯（Sabine Pass）地区被大浪淹没，同样被淹的还有南太平洋铁路。

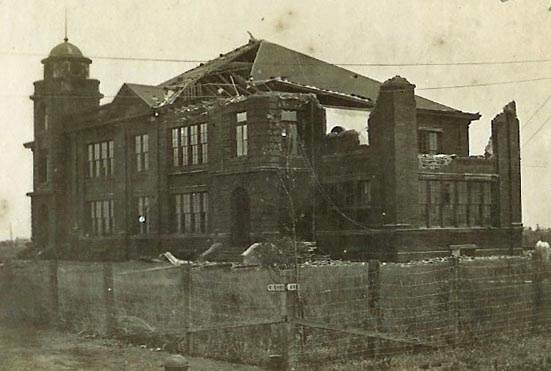
杰夫·戴维斯高中所受破坏

风暴过后，登陆点韦拉斯科仅有八幢建筑保持完好。哥伦布、布拉佐里亚县的金纳塔（Quintana）和哥伦比亚（Columbia）也受到严重影响，所有房屋都受到重创。奥斯汀有许多民宅失去屋顶，当时有报导认为这是该市历史上破坏最严重的飓风。暴雨造成大量浮木沿科罗拉多河（Colorado River）顺流而下。奥斯汀新建成的国会大道大桥受到浮木冲击，撞掉约61米的支架，损失数额约为一万美元。另外还有多个城市的民宅和企业受到严重损伤。加尔维斯敦的破坏程度较轻，部分烟囱和窗户受损。狂风冲击下，加尔维斯敦堤道有三截断裂。西湾沿海被迫使用拖船接送人员和货物。西联电报公司同加尔维斯敦的直接通讯一度全部中断，达拉斯和芝加哥的另外多家电报公司也同该市失去联系。估计加尔维斯敦的经济损失总额为十万美元。向北远至马弗里克县县城伊格尔帕斯（Eagle Pass）的内陆地区都出现气旋产生的强风，导致部分树木连根拔起，多种庄稼受到大面积破坏，还有一些电缆中断。布拉佐里亚（Brazoria）、罗森堡（Rosenburg）和加尔维斯敦码头有部分列车在狂风下脱轨，沿海地区的多个火车站也受到相当严重破坏，部分车站被彻底夷为平地。克雷伯县县城金斯维尔（Kingsville）的部分玉米地此前已因持续干旱引发的山火受损，飓风来袭后又被刮倒，不过棉花作物基本得以经受住风暴的考验。马塔哥达县马卡姆（Markham）附近的油井架被刮倒，多口水井的机械倒塌。布拉佐里亚县阿尔文（Alvin）的谷仓和风车被毁。本德堡县县城里士满（Richmond）也有谷仓被毁，另有烟囱倒塌。该市的监狱窗户被风刮破，致使六名囚犯逃脱。此外，伊格尔帕斯还有脱粒机倒塌。
路易斯安那州的破坏程度相对较轻，部分沼泽被暴雨和风暴潮淹没，导致成百上千头牛淹死。狂风暴雨将卡梅伦堂区格兰德切尼埃（Grand Chenier）至萨宾帕斯的棉花作物摧毁。卡梅伦堂区还有两人死亡。
飓风还在更远离海岸的内陆降下暴雨，其中拉瓦卡县县城哈利茨维尔（Hallettsville）降雨量最高，达到220毫米，风暴沿途雨量普遍在76毫米以上。弗雷德里克斯堡、哥伦比亚和肯德尔县县城玻尔尼（Boerne）都在7月21至22日降下至少130毫米雨量，均创下24小时最高降雨量纪录。虽然暴雨对部分地区构成破坏，但也令其他地区的旱情得以缓解。